# Vidar Johansson
Vidar Johansson, född 8 oktober 1996, är en svensk friidrottare (hinder- och långdistanslöpning) tävlande för Ullevi FK. Han vann SM-guld på 3 000 meter hinder 2016.
Han är den hinderlöpare som har deltagit i flest Finnkamper på rad, vilket är 6 stycken.

## Karriär
Vid junior-EM i Eskilstuna i juli 2015 deltog Johansson på 3 000 meter hinder men blev diskvalificerad i sitt försöksheat.
I februari 2022 vid inomhus-SM tog Johansson silver på 3 000 meter efter ett lopp på 8.06,73.

## Personliga rekord
| Utomhus - 800 meter – 1.52,86 (Varberg 15 juli 2019) - 1 500 meter – 3.49,89 (Karlstad 3 juli 2019) - 3 000 meter – 8.31,52 (Karlstad 27 juli 2016) - 5 000 meter – 13.58,05 (Göteborg 29 augusti 2020) - 2 000 meter hinder – 5.49,37 (Gävle 10 augusti 2014) - 3 000 meter hinder – 8.18,31 (Castellón, Spanien 29 juni 2021) - Spjut – 55,13 (Motala 30 maj 2015) - 5 km (väg) – 13.46 (Monaco 13 februari 2022) - 10 km (väg) – 28.40 (Valencia, Spanien 9 januari 2022) | Inomhus - 1 500 meter – 3.43,50 (Göteborg 13 februari 2021) - 3 000 meter – 7.56,40 (Sollentuna 30 januari 2021) |